# Diego Laxalt
Diego Sebastián Laxalt Suárez vagy egyszerűen Diego Laxalt (Montevideo, 1993. február 7. –)
uruguayi válogatott labdarúgó, a Gyinamo Moszkva játékosa.

## Pályafutása
Laxalt Montevideóban született. A Defensor Sporting utánpótlás csapatában nevelkedett. 2012. szeptember 1-jén debütált az első csapatban, a Montevideo Wanderers csapata elleni 4–0-ra megnyert mérkőzésen.
2013 és 2016 között az Internazionale szerződtette, de pályára nem lépett az első csapatban, többnyire kölcsönben szerepelt, először egy szezont a Bolognánál töltött kölcsönben. Itt tizenöt mérkőzésen lépett pályára és két gólt szerzett a 2013–2014-es szezonban, majd egy idényre az Empoli csapatához került, ugyancsak kölcsönbe. Négy mérkőzésen lépett pályára a bajnokságban.
2015. január 30-án a Genoa egy 18 hónapra szóló szerződést kötött vele, opciós vásárlási záradékkal. 2015. október 28-án a Torino elleni mérkőzésen megszerezte az első két gólját új csapatában, a mérkőzés 3–3-s döntetlennel ért véget.
2016. július 30-án a Genoa élt az opciós jogával és végleg leigazolta az uruguayi középpályást.
2018. augusztus 17-én az AC Milan szerződtette. 2019. augusztus 31-én kölcsönbe került a Torino csapatához, de december végén visszatért az AC Milanhoz.

2020. október 5-én a Celtic FC vette kölcsön. 2021. június 22-én az orosz Gyinamo Moszkva 3+1 éves szerződést kötött vele.

### A válogatottban
Először a 2016-os Copa América keretébe kapott meghívót a sérült Cristian Rodríguez pótlására. 
2017. június 4-én Írország ellen 3–1-re megnyert mérkőzésen debütált a felnőtt válogatottban.
A 2018-as világbajnokságra utazó 23 fős keretbe is bekerült.

## Sikerei,díjai

### Klubcsapatokban
- U20-as Libertadores-kupa döntős: 2012
- Primera División U19: 2012
- Dél-amerikai U20-as labdarúgó-bajnokság bronzérmes: 2012
- Primera División: 2012–13

### Válogatottal
- U20-as labdarúgó-világbajnokság döntős: 2013

## Statisztikái

### Klubcsapatokban
2021. március 31-én lett frissítve.
| Klub                 | Szezon         | League           | League          | League | Kupa            | Kupa  | Európai         | Európai | Egyéb           | Egyéb | Összesen        | Összesen |
| Klub                 | Szezon         | Bajnokság        | Pályára lépések | Gólok  | Pályára lépések | Gólok | Pályára lépések | Gólok   | Pályára lépések | Gólok | Pályára lépések | Gólok    |
| -------------------- | -------------- | ---------------- | --------------- | ------ | --------------- | ----- | --------------- | ------- | --------------- | ----- | --------------- | -------- |
| Defensor Sporting    | 2012–13        | Primera División | 15              | 1      | 0               | 0     | 0               | 0       | –               | –     | 15              | 1        |
| Bologna (kölcsönben) | 2013–14        | Serie A          | 15              | 2      | 0               | 0     | –               | –       | –               | –     | 15              | 2        |
| Empoli (kölcsönben)  | 2014–15        | Serie A          | 4               | 0      | 3               | 1     | –               | –       | –               | –     | 7               | 1        |
| Genoa (kölcsönben)   | 2014–15        | Serie A          | 8               | 0      | 0               | 0     | –               | –       | –               | –     | 8               | 0        |
| Genoa (kölcsönben)   | 2015–16        | Serie A          | 35              | 3      | 1               | 0     | –               | –       | –               | –     | 36              | 3        |
| Genoa                | 2016–17        | Serie A          | 36              | 1      | 3               | 0     | –               | –       | –               | –     | 39              | 1        |
| Genoa                | 2017–18        | Serie A          | 32              | 3      | 2               | 1     | –               | –       | –               | –     | 34              | 4        |
| Genoa összesen       | Genoa összesen | Genoa összesen   | 111             | 7      | 6               | 1     | 0               | 0       | 0               | 0     | 117             | 8        |
| Milan                | 2018–19        | Serie A          | 20              | 0      | 4               | 0     | 5               | 0       | –               | –     | 29              | 0        |
| Milan                | 2019–20        | Serie A          | 4               | 0      | 2               | 0     | –               | –       | –               | –     | 6               | 0        |
| Milan összesen       | Milan összesen | Milan összesen   | 24              | 0      | 6               | 0     | 5               | 0       | –               | –     | 35              | 0        |
| Torino (kölcsönben)  | 2019–20        | Serie A          | 16              | 0      | 2               | 0     | 0               | 0       | –               | –     | 18              | 0        |
| Celtic (kölcsönben)  | 2020–21        | Skót Premiership | 17              | 1      | 3               | 0     | 6               | 0       | 0               | 0     | 26              | 1        |
| Teljes karrier       | Teljes karrier | Teljes karrier   | 202             | 11     | 20              | 2     | 11              | 0       | 0               | 0     | 233             | 13       |

### A válogatottban
2018. november 20-án lett frissítve.
| Uruguay  | Uruguay         | Uruguay |
| Év       | Pályára lépések | Gólok   |
| -------- | --------------- | ------- |
| 2016     | 2               | 0       |
| 2017     | 1               | 0       |
| 2018     | 12              | 0       |
| összesen | 15              | 0       |

| Diego Laxalt mérkőzései a Uruguayi válogatottban | Diego Laxalt mérkőzései a Uruguayi válogatottban | Diego Laxalt mérkőzései a Uruguayi válogatottban            | Diego Laxalt mérkőzései a Uruguayi válogatottban | Diego Laxalt mérkőzései a Uruguayi válogatottban | Diego Laxalt mérkőzései a Uruguayi válogatottban | Diego Laxalt mérkőzései a Uruguayi válogatottban |
| #                                                | Dátum                                            | Helyszín                                                    | Házigazda                                        | Eredmény                                         | Vendég                                           | Verseny                                          |
| ------------------------------------------------ | ------------------------------------------------ | ----------------------------------------------------------- | ------------------------------------------------ | ------------------------------------------------ | ------------------------------------------------ | ------------------------------------------------ |
| 1                                                | 2016. október 6.                                 | Montevideo, Uruguay                                         | Uruguay                                          | 3−0                                              | Venezuela                                        | 2018-as labdarúgó-világbajnokság-selejtező       |
| 2                                                | 2016. október 11.                                | Barranquilla, Kolumbia                                      | Kolumbia                                         | 2−2                                              | Uruguay                                          | 2018-as labdarúgó-világbajnokság-selejtező       |
| 3                                                | 2017. június 4.                                  | Dublin, Írország                                            | Írország                                         | 3−1                                              | Uruguay                                          | Barátságos mérkőzés                              |
| 3                                                | 2017. június 4.                                  | Dublin, Írország                                            | Írország                                         | 3−1                                              | Uruguay                                          | Barátságos mérkőzés                              |
| 4                                                | 2018. március 23.                                | Nanning, Kína                                               | Uruguay                                          | 2−0                                              | Csehország                                       | Barátságos mérkőzés                              |
| 5                                                | 2018. március 26.                                | Nanning, Kína                                               | Wales                                            | 0−1                                              | Uruguay                                          | Barátságos mérkőzés                              |
| 6                                                | 2018. június 8.                                  | Montevideo, Uruguay                                         | Uruguay                                          | 3−0                                              | Üzbegisztán                                      | Barátságos mérkőzés                              |
| 7                                                | 2018. június 20.                                 | Rosztov, Oroszország                                        | Uruguay                                          | 1−0                                              | Szaúd-Arábia                                     | 2018-as világbajnokság                           |
| 8                                                | 2018. június 25.                                 | Szamara, Oroszország                                        | Uruguay                                          | 3−0                                              | Oroszország                                      | 2018-as világbajnokság                           |
| 9                                                | 2018. június 30.                                 | Szocsi, Oroszország                                         | Uruguay                                          | 2−1                                              | Portugália                                       | 2018-as világbajnokság                           |
| 10                                               | 2018. július 6.                                  | Nyizsnyij Novgorod Stadion, Nyizsnyij Novgorod, Oroszország | Uruguay                                          | 0−2                                              | Franciaország                                    | 2018-as világbajnokság                           |
| 11                                               | 2018. szeptember 8.                              | NRG Stadium, Houston, Texas                                 | Mexikó                                           | 1−4                                              | Uruguay                                          | Barátságos mérkőzés                              |
| 12                                               | 2018. október 12.                                | Világbajnoki Stadion, Szöul, Dél-Korea                      | Dél-Korea                                        | 2−1                                              | Uruguay                                          | Barátságos mérkőzés                              |
| 13                                               | 2018. október 16.                                | Szaitama Stadion, Szaitama, Japán                           | Japán                                            | 4−3                                              | Uruguay                                          | Barátságos mérkőzés                              |
| 14                                               | 2018. november 16.                               | Emirates Stadion, London, Anglia                            | Brazília                                         | 1−0                                              | Uruguay                                          | Barátságos mérkőzés                              |
| 15                                               | 2018. november 20.                               | Stade de France, Saint-Denis, Franciaország                 | Franciaország                                    | 1−0                                              | Uruguay                                          | Barátságos mérkőzés                              |